# 斎藤新
- 齋藤新

斎藤 新（さいとう あらた、2001年2月9日 - ）は、日本中央競馬会 （JRA）・栗東トレーニングセンターの騎手。
戸籍上の表記は旧字体が含まれた「齋藤」だが、JRAでは旧字体等での登録が認められていないため、新字体の「斎藤」に修正して登録している。
父はJRA調教師の斎藤誠。

## 来歴
茨城県出身。物心が付いた頃から競馬場に連れて行ってもらい、人馬一体となっている姿に感動して騎手を志すようになる。子供の頃は、馬が怖かったが、乗馬クラブに通うことで次第に慣れ、2013年11月3日、中学1年生の時に東京競馬場で行われた第5回ジョッキーベイビーズで優勝。表彰式では「将来は騎手になりたい」とインタビューで述べた。
2016年に競馬学校騎手課程に入学。2019年2月、競馬学校騎手課程を卒業（第35期）。卒業式当日に行われた卒業供覧の模擬レースを勝利して競馬学校チャンピオンシップ総合優勝者に輝き、アイルランド大使特別賞と模範賞を受賞した。
父は美浦所属の調教師であるが、「一緒にいると甘えているように見られるので。お互い離れていた方がためになると思った」との理由から栗東所属を選択し、2019年3月に安田隆行厩舎から騎手デビュー。デビュー翌日の3月3日の小倉第4競走（3歳未勝利）を自厩舎のアルファライズで制し、デビューから10戦目で初勝利を挙げた。同期の中では一番乗りの白星であった。さらに、同日の7R（4歳以上500万下）では父の管理馬オーケストラに騎乗して1着となり、通算2勝目を親子のタッグで飾った。
デビュー年ながら地方交流のスパーキングレディーカップ (JpnIII) では父が管理するマドラスチェックとコンビを組み重賞初騎乗を果たした（4着）。また函館記念 (GIII) では同じく父の厩舎のブラックバゴに騎乗し、第36回ホープフルステークス (GI) では初GI騎乗も果たす（クリノブレーヴ、13着）など、JRAで42勝を挙げ、2016年の木幡巧也以来となるJRA賞最多勝利新人騎手を受賞、加えて「中央競馬年間ホープ賞・関西」も受賞した。
2020年7月5日、単勝13番人気のラブカンプーでCBC賞 (GIII) を制し、重賞初勝利を挙げた。
2021年10月17日、新潟8Rでサトノアポロンに騎乗し1着となり、JRA通算100勝（現役99人目）を達成した。
2023年11月18日、福島6Rでレッドデクスターに騎乗した際、落馬し「左肩の負傷」と診断され、同日残りの9〜12Rとよく19日の騎乗が乗り替わりとなった。
2024年3月5日をもって安田隆行の定年引退に伴い、3月6日から栗東でフリーになる。
2024年6月15日、函館6Rで馬場入場後に落馬し、右鎖骨を骨折。同30日の小倉で実戦復帰した2走目騎乗後、右肩の負傷と診断され、その後の騎乗を乗り代わりとなる。7月4日に茨城の病院に入院し、同5日にプレートを入れる手術をすることを発表。10月6日、新潟9Rをウィープディライトで勝ち、現役57人目となるJRA通算200勝を3276戦目で達成した。

## 人物
目標とする騎手は川田将雅。夢は凱旋門賞を勝つこと。
茗溪学園中学出身。
甘いマスクが特徴で女性人気も高く、無印良品の発酵導入化粧水を使っている他、鍼治療にも通っているなど美意識が高い。

## 主な騎乗馬
- ラブカンプー（2020年CBC賞）
- レッドガラン（2022年中山金杯）
- ドゥーラ（2022年札幌2歳ステークス、2023年クイーンステークス）[20]
- ヴァルツァーシャル（2024年マーチステークス）
- ヤマニンサルバム (2024年新潟大賞典)

## 騎乗成績
|            | 日付           | 競馬場・開催    | 競走名               | 馬名               | 頭数 | 人気 | 着順 |
| ---------- | -------------- | --------------- | -------------------- | ------------------ | ---- | ---- | ---- |
| 初出走     | 2019年3月2日   | 1回小倉7日目1R  | 3歳未勝利            | クーファピーカブー | 14頭 | 3    | 5着  |
| 初勝利     | 2019年3月3日   | 1回小倉8日目4R  | 3歳未勝利            | アルファライズ     | 16頭 | 7    | 1着  |
| 重賞初騎乗 | 2019年7月24日  | 2回函館4日目11R | 函館記念             | ブラックバゴ       | 16頭 | 13   | 14着 |
| 重賞初勝利 | 2020年7月5日   | 4回阪神2日目11R | CBC賞                | ラブカンプー       | 16頭 | 13   | 1着  |
| GI初騎乗   | 2019年12月28日 | 5回中山9日目11R | ホープフルステークス | クリノブレーヴ     | 13頭 | 13   | 13着 |
| GI初勝利   |                |                 |                      |                    |      |      |      |

## 年度別成績
| 年度   | 1着 | 2着 | 3着 | 騎乗数 | 勝率 | 連対率 | 複勝率 |
| ------ | --- | --- | --- | ------ | ---- | ------ | ------ |
| 2019年 | 42  | 44  | 38  | 572    | .073 | .150   | .217   |
| 2020年 | 35  | 36  | 39  | 696    | .050 | .102   | .158   |
| 2021年 | 34  | 37  | 37  | 611    | .056 | .116   | .177   |
| 中央   | 111 | 117 | 114 | 1879   | .059 | .121   | .182   |
| 地方   | 4   | 2   | 2   | 20     | .200 | .300   | .400   |

- 情報はJRA騎手名鑑より。